# 東武 (衆議院議員)

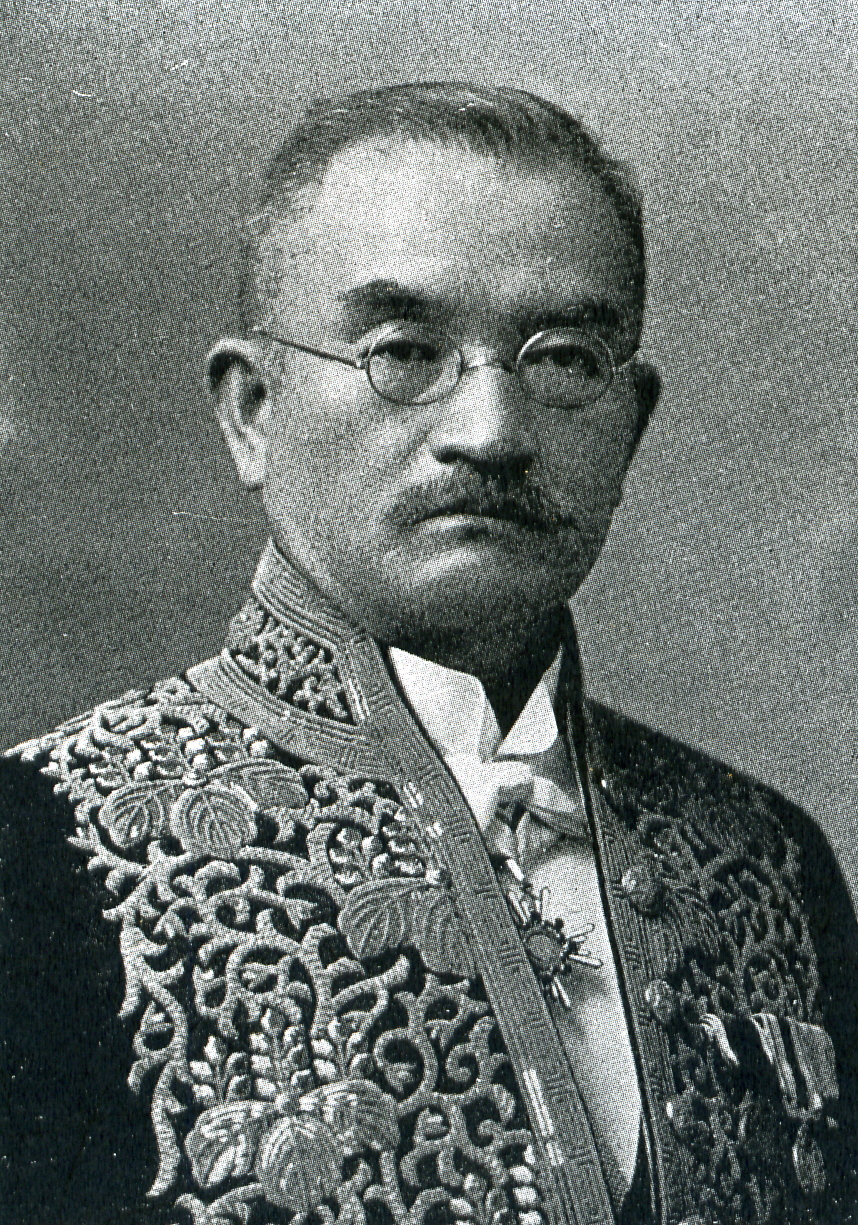
東武の肖像写真

東 武（あずま たけし、明治2年4月14日（1869年5月25日） - 昭和14年（1939年）9月3日）は日本の政治家、出版事業家。従四位勲二等。所属政党は立憲政友会。別名、東牧堂（あずま ぼくどう）。

## 経歴
大和国十津川（現・奈良県吉野郡十津川村）に東義次の長男として生まれる。東家は旧十津川郷士であった。郷校文武館（現・奈良県立十津川高等学校）を経て東京法学院（現・中央大学法学部）に在学中、1889年（明治22年）8月、故郷が大水害に遭ったため、十津川村の住民を指導して北海道新十津川村（現在の新十津川町）への移民事業に挺身。1891年（明治24年）、自らも北海道に移住して開拓事業を推進した。森源三、五十嵐久助とともに菊亭農場の管理人となり、農場解体後は土地の譲受者となった。
北海タイムス社（現在の北海道新聞社）の経営者を経て北海道会議員に当選。1908年（明治41年）から衆議院議員を10期務めた。1927年（昭和2年）、田中義一内閣で農林政務次官に就任。このほか、鉄道会議議員、農林省米穀局顧問、日本競馬会設立委員、立憲政友会総務、シベリア派遣軍慰問議員団長、日本新聞連盟理事長、北海タイムス社相談役などを歴任。1939年（昭和14年）9月3日に病没。墓所は多磨霊園10区1種1側にあったが、2018年頃改葬された。
札沼線（通称学園都市線）の敷設に尽力した。

## 著書
- 『遠を津川』東武、1911年。
- 『南山餘録』民友社、1912年。
- 『風塵集』桜南書楼、1916年。

## 親族
- 養子 東季彦（法学者・日本大学学長）